# Mitchells & Butlers

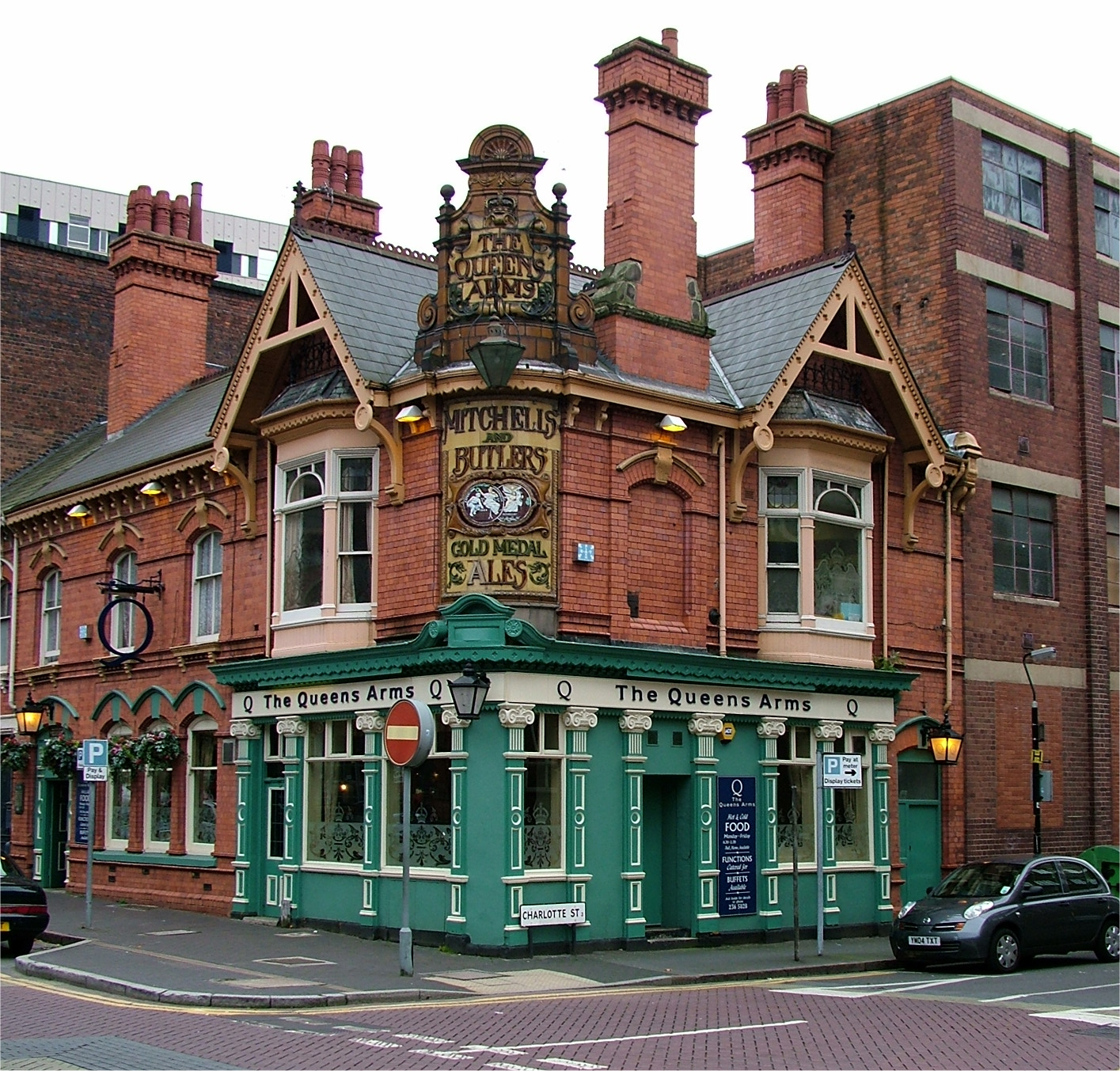
Eine originale Mitchells-&-Butlers-Kneipe, The Queens Arms, Stadtmitte Birmingham

Mitchells & Butlers ist ein britisches Unternehmen mit Firmensitz in Birmingham.
Das Unternehmen wurde 1898 gegründet und ist Eigentümer von Pubs und Gastwirtschaften im Vereinigten Königreich. Die Unternehmensursprünge reichen bis 1866 bzw. 1898 zurück, als die Brauereien der beiden Partner in Smethwick fusionierten. Größter Konkurrent in Großbritannien ist das Unternehmen Punch Taverns. Die Unternehmensgruppe erzielte 2024 einen Umsatz von 2,61 Milliarden Pfund Sterling.
2002 wurde die Brauereigruppe an Coors verkauft.

## Deutschland
1999 ist Mitchells & Butlers in den deutschen Markt durch Übernahme der Gastronomiekette Alex Gaststätten eingestiegen. Der deutsche Sitz befindet sich in Wiesbaden. Geschäftsführer von „Mitchells & Butlers Germany“ ist der seit mehr als 40 Jahren im Unternehmen tätige Bernd Riegger.